# 1994年
1994年（1994 ねん）は、西暦（グレゴリオ暦）による、土曜日から始まる平年。平成6年。
この項目では、国際的な視点に基づいた1994年について記載する。

## 他の紀年法
- 干支：甲戌（きのえ いぬ）
- 日本（月日は一致）
  - 平成6年
  - 皇紀2654年
- 大韓民国（月日は一致）
  - 檀紀4327年
- 中華民国（月日は一致）
  - 中華民国83年
- 朝鮮民主主義人民共和国（月日は一致）
  - 主体83年
- 仏滅紀元：2536年 - 2537年
- イスラム暦：1414年7月18日 - 1415年7月28日
- ユダヤ暦：5754年4月18日 - 5755年4月28日
- UNIX時間：757382400 - 788918399
- 修正ユリウス日 (MJD)：49353 - 49717
- リリウス日 (LD)：150194 - 150558

※主体暦は、朝鮮民主主義人民共和国で1997年に制定された。

## カレンダー
| 1月 |    |    |    |    |    |    |
| 日  | 月 | 火 | 水 | 木 | 金 | 土 |
|     |    |    |    |    |    | 1  |
| 2   | 3  | 4  | 5  | 6  | 7  | 8  |
| 9   | 10 | 11 | 12 | 13 | 14 | 15 |
| 16  | 17 | 18 | 19 | 20 | 21 | 22 |
| 23  | 24 | 25 | 26 | 27 | 28 | 29 |
| 30  | 31 |    |    |    |    |    |
|     |    |    |    |    |    |    |

| 2月 |    |    |    |    |    |    |
| 日  | 月 | 火 | 水 | 木 | 金 | 土 |
|     |    | 1  | 2  | 3  | 4  | 5  |
| 6   | 7  | 8  | 9  | 10 | 11 | 12 |
| 13  | 14 | 15 | 16 | 17 | 18 | 19 |
| 20  | 21 | 22 | 23 | 24 | 25 | 26 |
| 27  | 28 |    |    |    |    |    |
|     |    |    |    |    |    |    |

| 3月 |    |    |    |    |    |    |
| 日  | 月 | 火 | 水 | 木 | 金 | 土 |
|     |    | 1  | 2  | 3  | 4  | 5  |
| 6   | 7  | 8  | 9  | 10 | 11 | 12 |
| 13  | 14 | 15 | 16 | 17 | 18 | 19 |
| 20  | 21 | 22 | 23 | 24 | 25 | 26 |
| 27  | 28 | 29 | 30 | 31 |    |    |
|     |    |    |    |    |    |    |

| 4月 |    |    |    |    |    |    |
| 日  | 月 | 火 | 水 | 木 | 金 | 土 |
|     |    |    |    |    | 1  | 2  |
| 3   | 4  | 5  | 6  | 7  | 8  | 9  |
| 10  | 11 | 12 | 13 | 14 | 15 | 16 |
| 17  | 18 | 19 | 20 | 21 | 22 | 23 |
| 24  | 25 | 26 | 27 | 28 | 29 | 30 |
|     |    |    |    |    |    |    |

| 5月 |    |    |    |    |    |    |
| 日  | 月 | 火 | 水 | 木 | 金 | 土 |
| 1   | 2  | 3  | 4  | 5  | 6  | 7  |
| 8   | 9  | 10 | 11 | 12 | 13 | 14 |
| 15  | 16 | 17 | 18 | 19 | 20 | 21 |
| 22  | 23 | 24 | 25 | 26 | 27 | 28 |
| 29  | 30 | 31 |    |    |    |    |
|     |    |    |    |    |    |    |

| 6月 |    |    |    |    |    |    |
| 日  | 月 | 火 | 水 | 木 | 金 | 土 |
|     |    |    | 1  | 2  | 3  | 4  |
| 5   | 6  | 7  | 8  | 9  | 10 | 11 |
| 12  | 13 | 14 | 15 | 16 | 17 | 18 |
| 19  | 20 | 21 | 22 | 23 | 24 | 25 |
| 26  | 27 | 28 | 29 | 30 |    |    |
|     |    |    |    |    |    |    |

| 7月 |    |    |    |    |    |    |
| 日  | 月 | 火 | 水 | 木 | 金 | 土 |
|     |    |    |    |    | 1  | 2  |
| 3   | 4  | 5  | 6  | 7  | 8  | 9  |
| 10  | 11 | 12 | 13 | 14 | 15 | 16 |
| 17  | 18 | 19 | 20 | 21 | 22 | 23 |
| 24  | 25 | 26 | 27 | 28 | 29 | 30 |
| 31  |    |    |    |    |    |    |
|     |    |    |    |    |    |    |

| 8月 |    |    |    |    |    |    |
| 日  | 月 | 火 | 水 | 木 | 金 | 土 |
|     | 1  | 2  | 3  | 4  | 5  | 6  |
| 7   | 8  | 9  | 10 | 11 | 12 | 13 |
| 14  | 15 | 16 | 17 | 18 | 19 | 20 |
| 21  | 22 | 23 | 24 | 25 | 26 | 27 |
| 28  | 29 | 30 | 31 |    |    |    |
|     |    |    |    |    |    |    |

| 9月 |    |    |    |    |    |    |
| 日  | 月 | 火 | 水 | 木 | 金 | 土 |
|     |    |    |    | 1  | 2  | 3  |
| 4   | 5  | 6  | 7  | 8  | 9  | 10 |
| 11  | 12 | 13 | 14 | 15 | 16 | 17 |
| 18  | 19 | 20 | 21 | 22 | 23 | 24 |
| 25  | 26 | 27 | 28 | 29 | 30 |    |
|     |    |    |    |    |    |    |

| 10月 |    |    |    |    |    |    |
| 日   | 月 | 火 | 水 | 木 | 金 | 土 |
|      |    |    |    |    |    | 1  |
| 2    | 3  | 4  | 5  | 6  | 7  | 8  |
| 9    | 10 | 11 | 12 | 13 | 14 | 15 |
| 16   | 17 | 18 | 19 | 20 | 21 | 22 |
| 23   | 24 | 25 | 26 | 27 | 28 | 29 |
| 30   | 31 |    |    |    |    |    |
|      |    |    |    |    |    |    |

| 11月 |    |    |    |    |    |    |
| 日   | 月 | 火 | 水 | 木 | 金 | 土 |
|      |    | 1  | 2  | 3  | 4  | 5  |
| 6    | 7  | 8  | 9  | 10 | 11 | 12 |
| 13   | 14 | 15 | 16 | 17 | 18 | 19 |
| 20   | 21 | 22 | 23 | 24 | 25 | 26 |
| 27   | 28 | 29 | 30 |    |    |    |
|      |    |    |    |    |    |    |

| 12月 |    |    |    |    |    |    |
| 日   | 月 | 火 | 水 | 木 | 金 | 土 |
|      |    |    |    | 1  | 2  | 3  |
| 4    | 5  | 6  | 7  | 8  | 9  | 10 |
| 11   | 12 | 13 | 14 | 15 | 16 | 17 |
| 18   | 19 | 20 | 21 | 22 | 23 | 24 |
| 25   | 26 | 27 | 28 | 29 | 30 | 31 |
|      |    |    |    |    |    |    |

## できごと

### 1月
- 1月1日 - 北米自由貿易協定 (NAFTA) 発効[1]。
- 1月17日 - ノースリッジ地震（ロサンゼルス地震）

### 2月
- 2月3日 - アメリカ、ベトナムへの禁輸措置を解除。
- 2月4日 - H-IIロケット1号機、種子島宇宙センターから打ち上げ成功。
- 2月12日〜27日 - ノルウェーでリレハンメルオリンピック開催。
- 2月13日〜14日 - 吾妻連峰で登山をしていた7人中5人が死亡した。遺体は翌2月15日に発見された（吾妻連峰雪山遭難事故）。

### 3月
- 3月1日 - 南アフリカ共和国、ナミビア中部の沿岸にあり、同国独立後も自国領としていた飛び地・ウォルビスベイを同国に返還。
- 3月15日 - アメリカ合衆国軍、ソマリアから撤兵。
- 3月26日 - アメリカのロサンゼルスで日本人留学生2人が銃撃され死亡。
- 3月31日 - 中国浙江省で千島湖事件が発生。

### 4月
- 4月2日 - 対共産圏輸出統制委員会 (COCOM) が解散。
- 4月7日
  - ルワンダで集団虐殺（ジェノサイド）が開始（約100日間でおよそ100万人）。
  - フェデックス705便ハイジャック未遂事件
- 4月10日 - NATO、ボスニア紛争でセルビア人勢力を空爆。
- 4月11日 - ルワンダ虐殺：国際連合平和維持活動にあたっていたベルギー軍が駐留先の公立技術学校から撤退後、学校がフツ族民兵に襲撃され2000名の避難民の大半が虐殺（公立技術学校の虐殺）。
- 4月15日 - 世界貿易機関を設立するマラケシュ協定署名。
- 4月23日 - 井の頭恩賜公園で井の頭公園バラバラ殺人事件で発生。2009年に公訴時効が成立し、未解決事件となった。
- 4月26日 - 中華航空機が名古屋空港で着陸失敗、264人死亡（中華航空140便墜落事故）。
- 4月27日 - 南アフリカ共和国で、アパルトヘイト撤廃の最後の段階となる、人種規制のない初の普通選挙挙行、ネルソン・マンデラ率いるアフリカ民族会議が第1党となる。
- 4月30日 - F1・サンマリノGP予選にて、シムテック・フォードのローランド・ラッツェンバーガーが事故死。F1レースウィーク中の死亡事故は1982年カナダGPのリカルド・パレッティ以来のことで、ポール・リカールでブラバムのテスト中にエリオ・デ・アンジェリスが死亡してからは8年が経過しての死亡事故となってしまった。

### 5月
- 5月1日 - F1・サンマリノGPで、元ワールドチャンピオンのアイルトン・セナが事故死。前日事故死したローランド・ラッツェンバーガーに次いで2日連続の死亡事故。
- 5月5日 - アルメニアとアゼルバイジャンがビシュケク議定書に調印、ナゴルノ・カラバフ戦争停戦。
- 5月6日 - 英仏間の英仏海峡トンネル開通。
- 5月10日 - ネルソン・マンデラが南アフリカ共和国初の黒人大統領となる。
- 5月18日 - 巨人の槙原寛己が平成初にして唯一の完全試合達成（槙原寛己の完全試合）。

### 6月
- 6月1日 - 南アフリカ共和国がイギリス連邦に復帰。
- 6月15日 - イスラエルとバチカン市国が国交を樹立。
- 6月16日 - 元アメリカ大統領ジミー・カーター、北朝鮮・金日成主席と会談。
- 6月16日 - マイクロソフト、MS-DOSの販売およびサポート終了を発表。
- 6月17日 - サッカーワールドカップ・アメリカ大会開幕。
- 6月24日 - フェアチャイルド空軍基地でアメリカ空軍のB-52が墜落、4人全員死亡（1994年のフェアチャイルド空軍基地でのB-52機の墜落事故）。
- 6月27日 - オウム真理教による松本サリン事件発生。

### 7月
- 7月5日 - Amazon.comの前身Cadabra.comが設立される。
- 7月8日
  - ナポリサミット開幕、エリツィン・ロシア大統領10日に初参加。
  - 北朝鮮の金日成主席が死去。
- 7月16日〜22日 - シューメーカー・レヴィ第9彗星分裂核が相次いで木星に衝突。
- 7月25日 - イスラエルとヨルダンが平和協定に調印、1948年以来続いていた戦闘状態に終止符。
- 7月27日 - Microsoft Windows NT 3.1の英語版発売。

### 8月
- 8月5日 - キューバの首都ハバナで、1959年以来35年ぶりとなるフィデル・カストロ政権に対する抗議デモ発生。
- 8月12日 - メジャーリーグベースボールで以後、232日間に及ぶプロスポーツ史上最長のストライキ決行（→1994年から1995年のMLBストライキ）。
- 8月29日 - ロシア軍、旧東ドイツとバルト諸国から撤退。
- 8月31日 - ロシア陸軍、エストニアから撤兵。

### 9月
- 9月3日 - ロシアと中華人民共和国、互いを核兵器の照準から除外することに相互合意。
- 9月4日 - 関西国際空港開港
- 9月11日 - オリックス・ブルーウェーブのイチロー選手が日本プロ野球タイ記録の1試合4二塁打を記録すると同時に、1950年に藤村富美男が作ったシーズン最多安打記録191本に並んだ。
- 9月14日 - オーストラリアで、後にヘンドラウイルス感染症と確認される患者が初めて発生。
- 9月28日 - エストニア船籍のクルーズ船「MSエストニア」がバルト海で沈没、852人死亡。

### 10月
- 10月1日 - パラオがアメリカ合衆国の信託統治から独立。
- 10月7日 - イギリスのアンドリュー・ワイルズによってフェルマーの最終定理が証明され、360年に渡る歴史的議論に決着。
- 10月21日 - 北朝鮮に軽水炉を提供することなどを条件として、同国が核開発を放棄することに合意（米朝枠組み合意）。

### 11月
- 11月5日 - ロナルド・レーガン元アメリカ合衆国大統領が、自らのアルツハイマー病を告白した手紙が公表される。
- 11月6日 - ナリタブライアンが菊花賞を制し、史上5頭目の牡馬クラシック三冠達成。
- 11月8日 - 米中間選挙で共和党が40年ぶりに上下両院で過半数を獲得。
- 11月13日 - スウェーデン、国民投票でEU加盟を承認。
- 11月28日 - ノルウェーのEU加盟が国民投票の結果、1972年に続き否決。

### 12月
- 12月3日 - JR東日本E217系電車が営業運転を開始。
- 12月8日 - カラマイ大火
- 12月11日 - 第一次チェチェン紛争勃発。

## 天候・天災・観測等
- 1月17日 - ノースリッジ地震。
- 10月4日 - 北海道東方沖地震がおこる。
- 7月17日 - 木星にシューメーカー・レヴィ第9彗星が衝突、天文家の間で注目される。
- 1994年の猛暑 (日本)
- 平成6年渇水

## 芸術・文化・ファッション

### スポーツ
- モータースポーツ
  - F1世界選手権 ミハエル・シューマッハ
- リレハンメル冬季オリンピック

### 映画
- ショーシャンクの空に
- シンドラーのリスト
- スピード
- パルプ・フィクション
- フォレスト・ガンプ/一期一会
- レオン
- おやゆび姫 サンベリーナ
- ページマスター
- ライオン・キング
- ストリートファイターII MOVIE

### 文学
- ベストセラー
  - ロバート・ジェームズ・ウォラー 『マディソン郡の橋』

### ゲーム
- 3月20日 - 松下電器産業が3DO REALを日本で発売。
- 11月22日 - セガ・エンタープライゼスが「セガサターン」を日本で発売。
- 12月3日 - ソニー・コンピュータエンタテインメント (SCEI) が「PlayStation」を日本で発売し、家庭用ゲーム業界に参入（欧米や豪州などでは翌年発売）。
- 12月23日 - NECホームエレクトロニクスがPCエンジンの後継機「PC-FX」を日本のみで発売。

## 誕生

### 1月
- 1月1日 - 米盛有彩、女優
- 1月3日 - 吹田祐実、ファッションモデル
- 1月5日 - 光山雄一朗、アナウンサー
- 1月6日 - 小笹大輔、ミュージシャン
- 1月7日 - 浅野里香、アナウンサー
- 1月9日 - アデミウソン・ブラガ・ビスポ・ジュニオール、サッカー選手
- 1月10日 - モハメド・アマン、陸上競技選手
- 1月12日 - 早川史哉、サッカー選手
- 1月13日 - アナス・アチャバール、サッカー選手
- 1月15日 - 陳夢、卓球選手
- 1月17日 - 上田麗奈、声優
- 1月18日 - 知英（カン・ジヨン）、アイドル、女優 (KARA)
- 1月18日 - 矢島慎也、サッカー選手 (MF)
- 1月19日 - 澤本夏輝、ダンサー (FANTASTICS from EXILE TRIBE)
- 1月19日 - 藤井玲奈、タレント
- 1月20日 - 王哲林、バスケットボール選手
- 1月22日 - えなこ、タレント、グラビアアイドル
- 1月23日 - アディソン・ラッセル、野球選手
- 1月23日 - ゆめまる、YouTuber
- 1月24日 - 樽味萌花、女優
- 1月24日 - なかむら★しゅん、お笑い芸人（9番街レトロ）
- 1月25日 - 麻宮彩希、ファッションモデル
- 1月29日 - 佐倉綾音、声優

### 2月
- 2月1日 - ハリー・スタイルズ、ワン・ダイレクション
- 2月1日 - 吉沢亮、俳優
- 2月3日 - ルーグネッド・オドーア、メジャーリーガー
- 2月5日 - 小宮有紗、女優、声優
- 2月11日 - 鈴木武蔵、サッカー選手 (FW)
- 2月11日 - ダンズビー・スワンソン、メジャーリーガー
- 2月12日 - アーマン・ホール、陸上競技選手
- 2月14日 - 土屋巴瑞季、ファッションモデル
- 2月16日 - 熊谷健太郎、声優
- 2月18日 - J-HOPE、アイドル (BTS)
- 2月20日 - ルイス・セベリーノ、メジャーリーガー
- 2月22日 - 高野麻里佳、声優
- 2月23日 - ダコタ・ファニング、女優
- 2月25日 - ウージニー・ブシャール、テニス選手
- 2月26日 - アブドゥルファッターハ・アスィーリー、サッカー選手
- 2月27日 - 高橋李依、声優

### 3月
- 3月1日 - 赤楚衛二、モデル、俳優
- 3月1日 - 朝乃山英樹、大相撲力士
- 3月1日 - ジャスティン・ビーバー、歌手
- 3月3日 - 猶本光、サッカー選手 (MF)
- 3月5日 - エクトル・メンドーサ、プロ野球選手
- 3月5日 - 大島祐哉、卓球選手
- 3月6日 - 閻涵、フィギュアスケート選手
- 3月8日 - ディラン・トンビデス、サッカー選手（+ 2014年）
- 3月9日 - イザベル・ドレッシャー、フィギュアスケート選手
- 3月12日 - クリスティーナ・グリミー、歌手（+ 2016年）
- 3月13日 - 中島健人、アイドル、俳優（元Sexy Zone）
- 3月14日 - アンセル・エルゴート、俳優、DJ
- 3月15日 - ナイジェル・アモス、陸上競技選手
- 3月22日 - エドウィン・ディアス、メジャーリーガー
- 3月23日 - ニック・パウエル、サッカー選手
- 3月26日 - 渡辺麻友、元アイドル、元女優（元AKB48）
- 3月29日 - 松浦健人、漫画家
- 3月29日 - マット・オルソン、メジャーリーガー
- 3月30日 - アレックス・ブレグマン、メジャーリーガー

### 4月
- 4月1日 - デビッド・ダール、メジャーリーガー
- 4月4日 - Ayase、ミュージシャン
- 4月4日 - 菅谷梨沙子、アイドル（Berryz工房）
- 4月5日 - 室屋成、サッカー選手 (DF)
- 4月7日 - ジョシュ・ヘイダー、メジャーリーガー
- 4月8日 - ダリオ・サリッチ、バスケットボール選手
- 4月10日 - 尾崎里紗、テニス選手
- 4月11日 - ダコタ・ブルー・リチャーズ、女優
- 4月12日 - シアーシャ・ローナン、女優
- 4月12日 - 鈴木愛理、アイドル、女優（元℃-ute）
- 4月12日 - 藤浪晋太郎、プロ野球選手
- 4月16日 - アルバート・アルモーラ・ジュニア、メジャーリーガー
- 4月16日 - 岡野祐一郎、プロ野球選手
- 4月18日 - 武田健吾、プロ野球選手
- 4月18日 - モイセス・アリアス、俳優
- 4月19日 - カイオ・ルーカス・フェルナンデス、サッカー選手
- 4月20日 - アリ・カヤ、陸上競技選手
- 4月20日 - 京田陽太、プロ野球選手
- 4月21日 - 朝日奈央、タレント、ファッションモデル、アイドル（元アイドリング!!!15号）
- 4月25日 - 山崎紘菜、モデル、女優
- 4月26日 - 内藤実穂、ソフトボール選手（内野手）
- 4月27日 - コーリー・シーガー、メジャーリーガー
- 4月30日 - カチャリナ・パハモヴィチ、フィギュアスケート選手
- 4月30日 - ホセ・ペラザ、メジャーリーガー

### 5月
- 5月2日 ｰ 森山恵佑、元プロ野球選手
- 5月4日 - 伊藤沙莉、女優
- 5月6日 ｰ 石井一成、プロ野球選手
- 5月6日 - マテオ・コヴァチッチ、サッカー選手
- 5月7日 - アレクサンドラ・アルドリッジ、フィギュアスケート選手
- 5月10日 - 伊藤有希、スキージャンプ選手
- 5月10日 - チアキ・レイシー、タレント、俳優
- 5月13日 - 田村龍弘、プロ野球選手
- 5月14日 - マルコス・アオアス・コレア、サッカー選手
- 5月16日 - 伊沢拓司、クイズプレイヤー
- 5月17日 - 溝脇隼人、野球選手
- 5月19日 - 永島聖羅、元アイドル、タレント（元乃木坂46）
- 5月20日 - ピオトル・ジエリンスキ、サッカー選手
- 5月21日 - トーマス・デーリー、飛込競技選手
- 5月22日 - 髙木美帆、スピードスケート選手
- 5月24日 - 瀬戸大也、競泳選手
- 5月25日 - Kylee、歌手
- 5月25日 - 西野七瀬、女優、ファッションモデル、タレント（元乃木坂46）
- 5月27日 - マクシミリアン・アルノルト、サッカー選手
- 5月29日 - 林家たま平、落語家
- 5月31日 - 畠世周、プロ野球選手

### 6月
- 6月3日 - ザカオ、YouTuber
- 6月4日 - 岸野里香、元アイドル（元NMB48）
- 6月8日 - 李厚賢、フィギュアスケート選手
- 6月14日 - 山田優、フェンシング選手
- 6月15日 - 木浪聖也、プロ野球選手
- 6月15日 - 日高里菜、声優
- 6月17日 - アレックス・ラウター、プロアイスホッケー選手
- 6月17日 - 高山奈々、気象キャスター
- 6月17日 - 春瀬なつみ、声優
- 6月18日 - 岩波拓也、サッカー選手 (DF)
- 6月18日 - 山本杏、柔道選手
- 6月21日 - 岡井千聖、元アイドル、元タレント（元℃-ute）
- 6月21日 - 向井康二、アイドル、俳優 (Snow Man)
- 6月25日 - 麻倉もも、声優
- 6月27日 - 若月佑美、元アイドル、女優（元乃木坂46）
- 6月28日 - 斉藤真木子、アイドル (SKE48)

### 7月
- 7月5日 - 大谷翔平、メジャーリーガー
- 7月6日 - アンドリュー・ベニンテンディ、メジャーリーガー
- 7月10日 - ニクラス・アジョ、オートレース選手
- 7月12日 - 百田夏菜子、アイドル、女優（ももいろクローバーZ）
- 7月16日 - マーク・インデリカート、俳優
- 7月23日 - アルバート・ミネオ、マイナーリーガー
- 7月24日 - ニシダ、お笑い芸人(ラランド)
- 7月26日 - 坂口理子、元アイドル（元HKT48）
- 7月27日 - 姫野和樹、ラグビー選手

### 8月
- 8月1日 - 廣田彩花、バドミントン選手
- 8月4日 - オーランド・アルシア、メジャーリーガー
- 8月4日 - ンダホ、YouTuber
- 8月5日 - 古長拓、プロ野球選手
- 8月6日 - 中田花奈、タレント・プロ雀士（元乃木坂46）
- 8月10日 - アドリアン・オリヴェイラ・タヴァレス、サッカー選手
- 8月10日 - キム・ソンイ、卓球選手
- 8月10日 - ベルナルド・シウバ、サッカー選手
- 8月11日 - 山上佳之介、マジシャン、声優、(山上兄弟)
- 8月12日 - イアン・ハップ、メジャーリーガー
- 8月15日 - 萩野公介、競泳選手
- 8月16日 - 畠山愛理、新体操選手
- 8月17日 - ティエムエ・バカヨコ、サッカー選手
- 8月17日 - タイッサ・ファーミガ、女優
- 8月18日 - 鈴木誠也、メジャーリーガー
- 8月18日 - モルガン・サンソン、サッカー選手
- 8月19日 - シルクロード、YouTuber（フィッシャーズ）
- 8月23日 - 中島翔哉、サッカー選手 (MF)
- 8月24日 - 末澤誠也、アイドル、タレント、俳優（Aぇ! group）
- 8月28日 - 中野なかるてぃん、お笑い芸人（ナイチンゲールダンス）
- 8月29日 - アレックス・レイエス、メジャーリーガー

### 9月
- 9月1日 - ビアンカ・ライアン、歌手
- 9月1日 - 桃田賢斗、バドミントン選手
- 9月1日 - リディアン・ロペス、陸上競技選手
- 9月1日 - カルロス・サインツJr.、F1ドライバー
- 9月3日 - 髙比良くるま、お笑い芸人（令和ロマン）
- 9月3日 - モトキ、YouTuber
- 9月7日 - 山﨑賢人、俳優、モデル
- 9月8日 - ブルーノ・フェルナンデス、サッカー選手
- 9月8日 - 和氣あず未、声優
- 9月9日 - 高橋花林、声優
- 9月10日 - メフディ・トラビ、サッカー選手
- 9月12日 - アールエム、歌手、音楽プロデューサー (BTS)
- 9月12日 - マリ・ブラック、政治家
- 9月13日 - アンナ・カロリナ・シュミエドロバ、女子プロテニス選手
- 9月13日 - 大橋彩香、声優
- 9月21日  - 二階堂ふみ、女優
- 9月22日 - カルロス・コレア、メジャーリーガー
- 9月23日 - ジェリー・ミナ、サッカー選手
- 9月25日 - ベイカー茉秋、柔道選手
- 9月26日 - 藤田光里、プロゴルファー
- 9月27日 - サムエル・アダメス、プロ野球選手
- 9月28日 - マニュエル・マーゴット、メジャーリーガー
- 9月29日 - ホールジー、シンガーソングライター
- 9月30日 - アリーヤ・ムスタフィナ、体操選手

### 10月
- 10月1日 - マフムード・ハッサン、サッカー選手
- 10月3日 - 曾仁和、メジャーリーガー
- 10月4日 - 岩立沙穂、アイドル (AKB48)
- 10月9日 - ジョデル・フェルランド、女優
- 10月10日 - 丹羽孝希、卓球選手
- 10月11日 - T・J・ワット、アメリカンフットボール選手
- 10月13日 - 渡邊雄太、NBAプレイヤー
- 10月14日 - ジャレッド・ゴフ、アメリカンフットボール選手
- 10月14日 - 高柳知葉、声優
- 10月16日 - 鬼頭明里、声優
- 10月17日 - 土性沙羅、レスリング選手
- 10月19日 - 須賀健太、俳優
- 10月24日 - アルミンド・トゥエ・ナ・バンニャ、サッカー選手
- 10月24日 - 植田直通、サッカー選手
- 10月24日 - ジャレン・ラムジー、アメリカンフットボール選手
- 10月24日 - タチヤナ・ノヴィク、フィギュアスケート選手
- 10月25日 - シモン・ゴーズィ、卓球選手
- 10月26日 - アリー・デベリー、女優

### 11月
- 11月2日 - 諏訪ななか、声優
- 11月6日 - アーダーム・マルティン、プロサッカー選手
- 11月7日 - 村上佳菜子、フィギュアスケート選手
- 11月8日 - 富永勇也、俳優
- 11月9日 - 近本光司、プロ野球選手
- 11月10日 - 浅野拓磨、サッカー選手 (FW)
- 11月10日 - ゾーイ・ドゥイッチ、女優
- 11月17日 - ラクエル・カストロ、俳優
- 11月21日 - 川井梨紗子、アマチュアレスリング選手
- 11月21日 - 瀬名葉月、女優、タレント
- 11月21日 - サウール・ニゲス、サッカー選手
- 11月22日 - 川島如恵留、アイドル、俳優 (Travis Japan)
- 11月22日 - 田中刑事、フィギュアスケート選手
- 11月24日 - ナビル・ベンタレブ、サッカー選手
- 11月25日 - 武藤十夢、女優、気象予報士、元アイドル（元AKB48）
- 11月26日 - 村上りいな、グラビアアイドル、女優
- 11月30日 - シャーロット・ウィングフィールド、陸上競技選手

### 12月
- 12月3日 - 京本大我、アイドル、俳優、ミュージカル俳優 (SixTONES)
- 12月3日 - ジェイク・T・オースティン、俳優
- 12月3日 - 芹澤優、声優
- 12月5日 - じんじん、YouTuber（パパラピーズ）
- 12月5日 - ゆん、YouTuber、タレント（ヴァンゆん）
- 12月6日 - 栗原類、モデル、俳優
- 12月7日 - 羽生結弦、フィギュアスケート選手
- 12月8日 - 山内鈴蘭、アイドル（元SKE48、元AKB48）
- 12月10日 - 西川龍馬、プロ野球選手
- 12月11日 - 広瀬アリス、女優、モデル
- 12月13日 - 家入レオ、シンガーソングライター
- 12月15日 - 土佐有輝、芸人（土佐兄弟）
- 12月16日 - 相川結、女優、タレント
- 12月19日 - 大山悠輔、プロ野球選手
- 12月27日 - アイナ・ジ・エンド、歌手
- 12月28日 - 前田憂佳、元アイドル（元スマイレージ）
- 12月29日 - 秋篠宮佳子内親王

### 人物以外
- 3月23日 - タイキシャトル、競走馬
- 5月1日 - サイレンススズカ、競走馬

## ノーベル賞
- 物理学賞 - バートラム・ブロックハウス、クリフォード・シャル
- 化学賞 - ジョージ・オラー
- 生理学・医学賞 - アルフレッド・ギルマン、マーティン・ロッドベル
- 文学賞 - 大江健三郎
- 平和賞 - イツハク・ラビン、シモン・ペレス、ヤーセル・アラファート
- 経済学賞 - ラインハルト・ゼルテン、ジョン・ナッシュ、ジョン・ハーサニ